# アルフリードゲームス
株式会社アルフリードゲームスは、かつてオンラインゲームの開発を手掛けていた日本の企業。

## 概要
2017年3月に設立。2019年3月に自社配信第1作となるスマートフォンゲームの配信を開始する予定であった。
しかし、開発が一向に進展せず、それ故に十分な収入が得られなくなったことから、最終的に商品化に漕ぎつけることが不可能となった。アルフリードゲームスは、2019年2月に急激に資金繰りが悪化し、他社とのアライアンスや株式譲渡など再建策を模索していたが、同年2月26日付で全従業員を解雇した。
解雇された複数の社員が、解雇当日にTwitterにて「きょうで解雇された」「勤めていたゲーム会社がほぼ倒産」「社員のほとんどを即時解雇」「給与未払い」「本日、勤めていたゲーム会社の全社員給与未払いのまま即日解雇になりました」「会社がほぼ倒産して今日で即日解雇」などとツイートしたことから、ネット上では注目されることになったが、社員によるツイートや東京商工リサーチでは社名は伏せられていたものの、ネット上ではアルフリードゲームスではないかという指摘があったという。関係筋によれば、口頭で解雇を通告したという。
2019年2月27日になってゲーム関連企業などから東京商工リサーチへ、アルフリードゲームスに関する問い合わせが多数寄せられていた。奥津泰彦社長は東京商工リサーチの取材に対して「清算や法的手続きはとっておらず、ゲーム事業や株式の譲渡を企業と交渉中」「従業員の雇用も含め、事業の譲渡を他社と交渉している」などとコメントしていた。
事業譲渡の交渉も頓挫したことから、タイトルを1本もリリースできずに事業継続を断念。アルフリードゲームスは2019年5月8日に東京地方裁判所から破産手続開始決定を受けたと同時に、「きょうで解雇された」などとツイートした社員が勤務していた企業がアルフリードゲームスであることが東京商工リサーチや帝国データバンクによって明らかとなった。負債総額は約3億3600万円。
アルフリードゲームスは2019年11月26日に法人格が消滅した。